# شقران أثيوبي
شقران أثيوبي (الاسم العلمي: Puccinia aethiopica) هو نوع من الفطريات يتبع جنس الشقران من الفصيلة الشقرانية.